# 동방비상천 ~ Scarlet Weather Rhapsody
《동방비상천 ~ Scarlet Weather Rhapsody》(일본어: 東方緋想天 〜 Scarlet Weather Rhapsody.)은 상하이 앨리스 환악단과 황혼 프론티어와의 공동으로 제작한 외전 작품이다.

## 개요
본작은 동방 프로젝트의 등장 인물을 기용한 대전형 격투 게임이다.

## 카드 시스템
카드 시스템도 다른 작품과 비교할 때 큰 차이를 보인다.

### 개요
승패
스토리모드에서 자캐릭터는 3개의 잔기를 든 상태에서 출발하며 체력이 0이 될 때마다 잔기 1개를 잃어 체력을 회복한다.잔여기가 0인 상태에서 체력이 0이 되면 패배가 된다.줄어든 체력은 다음 스테이지로 넘어가면 회복되지만 잃은 잔기는 돌아오지 않는다.상대 캐릭터는 남는 기계가 없는 대신 체력이 0이 될 때마다 체력을 회복해 철자카드라는 이름을 붙인 특수한 공격 패턴으로 이행한다.상대 캐릭터가 갖고 있는 모든 철자카드를 격파하면 승리한다.(상대 캐릭터 쪽이 체력이 0이 되고 나서 부활하는 횟수가 많기 때문에 체력은 통상의 절반 정도가 되어 있다.)
아케이드 모드 및 대전에서는 체력이 0이 되면 1개가 되고, 2개 선취로 승리한다.
덱 구축
캐릭터를 사용할 때 갑판을 구축할 필요가 있다.
소지하는 시스템 카드·스킬 카드 철자 카드 중에서 합계 20장, 같은 카드는 최고 4장까지의 조건으로 카드를 뽑아 갑판으로 한다.
손에 든 패의 게이지가 쌓였을 때에 랜덤으로 갑판에서 카드를 1장 손에 든 패에 가해진다.
스토리 모드에서는 제1스테이지에서 최종 스테이지까지 통해서 1개의 갑판을 계속 사용하기 때문에 이용한 카드는 컨티뉴하지 않는 한 다시는 나오지 않는다.대신, 스킬 카드로 변경하거나 강화한 기술은 똑같이 컨티뉴할 때까지 줄곧 변경/강화 되고 있다.
아케이드 모드 및 대전에서는 1호~3번째 사이에서는 갑판의 잔여물과 손에 든 패의 상태를 모두 이어 다음을 시작하지만 경기가 끝나면 데크는 예전으로 돌아간다.

### 카드 사용
카드를 사용하려면 "수찰"이 필요하며, 이를 소유하고 있으면 "카드 사용"이 가능하다.카드를 사용하면 즉각 효과가 발동하지만 발동할 때까지 틈이 있어 공격을 받으면 카드 사용이 중단된다.
카드는 3종류가 있으며, 시스템 카드, 스킬 카드, 철자 카드로 나누어져 있다.스토리 모드나 대전 모드등을 플레이함으로써 새롭게 카드를 입수할 수 있다.
시스템 카드
전 등장인물 공통의 카드. 날씨(후술)를 발동시키거나 체력등을 회복시키거나 영격을 하거나 하는 카드등이 존재한다.소비 코스트는 1매.
스킬 카드
필살기를 변경하거나 강화할 수 있는 카드.소비 코스트는 1매.
스펠 카드
각 등장인물 고유의 강력한 공격이 가능.소비비용은 철자카드에 따라 다르며 최대 5장을 소비해야 한다.

### 스토리 모드의 스펠 카드
스토리 모드의 경우, 적이 사용하는 철자 카드는 액션 게임의 보스 캐릭터와 같은 상태가 된다.발동하면 제한 시간이 표시되어 시간내에 적의 라이프를 규정 이하로 하면 취득이 된다.단, 제한시간이 지나도 다음 공격으로 넘어가지 않으며 돌파할 때까지는 공격은 계속된다.덧붙여 이 때의 적의 체력은 원칙 통상 이하이다.

## 날씨
전투 중에 날씨가 변화하는 수가 있다.전투화면에 날씨와 기질치가 표시되고, 기질치가 100%일 때 표시되는 날씨로 날씨가 바뀐다.날씨는 기질치가 0%가 될 때까지 지속되며, 날씨에 따라 등장 인물 모두에게 어떤 효과가 부가된다.스토리 모드에서도 날씨가 변화하지만, 그것은 어디까지나 외관상의 변화뿐이다.

## 등장인물

### 새로운 등장인물
ここでは、『緋想天』が初出の登場人物を解説する。なお、以下の内容は、作中における会話と「キャラ設定.txt」、および『東方求聞口授』における各キャラクターに関する記述による。

#### 나가에 이쿠
용의 세계와 인간의 세계의 틈에 사는 용궁의 사자라고 불리는 요괴
평소에는 구름 속을 헤엄쳐 용신의 모습을 지켜보고 있다. 용의 말을 이해하고 중요한 내용만 인간과 요괴에게 전한다고는 하지만 정말 “전할 뿐”이다. 본인은 매우 온화한 성격이며, 다툼을 일으키는 것도 말려드는 것도 좋아하지 않는 성격이지만, 환상향에 큰 지진이 발생하는 것을 감지하고 그것을 전달하기 위해 환상향에 나타나기 때문에 환상향 주민 일부에게서 지진의 원인으로 오해 받고 전투가 일어났다.
그녀는 공기를 읽는 정도의 능력을 가지고 있어서, 인간에게 쉽게 익숙해질 수 있다.
비상천 작중에서 그녀의 발언에 따르면 그녀의 지진 예지는 지진 자체를 감지하는 것이 아니라 진홍색 구름의 공기를 읽고 지진 발생을 예측하는 것이다. 따라서 히나나위 텐시가 일으킨 인위적인 국지적 지진은 눈치채지 못하고 “앞으로 일어날 대지진”에 관해서는 전부터 준비하는 기질이 모아지고 있었기 때문에 감지할 수는 있었지만 인위적인 것에 대해서는 통보하지 않았다.
입고 있는 진홍색의 긴 깃털 옷은 휘두를 수 있는 무기다. 단순히 기세좋게 부딪치는 것 말고도 팔에 감아 드릴 모양으로 변형시키는 것도 가능하다.
텐시를 “총령의 따님”이라고 부르고 상하 관계가 있기 때문에 기본적으로 텐시를 거스를 수는 없다. 그러나 변덕스러운 성격의 텐시에게 애를 먹고 있으며, 야쿠모 유카리에게 “뜸을 떠줘”라고 부탁하는가 하면 스스로도 조금 혼내주려고 하고 있다.

#### 히나나이 텐시
천계에 거주하는 천인.
히나나위 가문의 딸이다. 히나나위 일족은 천인이 되기 전에 지진을 진압 요석을 지키는 역할을 담당했던 신관이며, 환상향의 지진을 담당하고 있는 신관이던 나위 일족의 부하였다. 나위 일족이 죽어 나위노카미라는 신령으로 모셔질 때 부하였던 히나나위 일족도 공로를 인정받아 천인으로서 천계에 사는 것이 허용되었다.
그러나 천인이 되었다고 해도 어디까지나 나위 가문에 봉사한 공적에 의해서이고 천인로서의 격을 대비하기 위한 수행을 쌓은 것은 아니기 때문에, 히나나위 일족은 다른 천인에게서 불량 천인이라고 불린다. 이외에 텐시는 부모가 나위 가문을 섬기고 있었다는 이유만으로 천인이 되어 있으며, 또한 어려서부터 유복한 가정에서 자랐기 때문에 상당히 변덕스러운 성격이며, 불량의 이름을 갈고 닦았다.
원래 이름은 히나나위 치코. 현재의 텐시라는 이름은 천인이 될 때 개명한 것이다. 나가에 이쿠로부터 “총령의 따님(소우료우 무스메사마, 総領娘様)”이라고 불리고 있다.
천계에서의 지루한 생활에 불만을 느끼고 있으며, 비상의 검을 사용하여 환상향에서 이상 기상에 따른 이변을 발생시켜, 범인을 밝혀내기 위해 자신을 방문한 자와 싸우는 것으로 심심풀이를 시도했다.
대전 시에는 요석과 비상의 검을 사용한 대지를 뒤흔드는 공격을 사용한다. 지진을 조종하는 요석을 환상향에 접속하거나 분리할 수 있는 것은 히나나위 일족뿐이다. “기질을 파악하는 정도의 능력”을 가진 비상의 검은 천인 밖에 취급할 수 없는 칼이며 기질을 모으거나 확실하게 상대의 약점을 누르는 능력을 가진다.
작중에서 이 검의 힘에 의해 기질을 받고 있으며, 그녀의 일부 스펠 카드에만 “기질을 모두 소비하여 날씨를 강제 종료 시킨다”라는 특징을 지니고 있다. 텐시는 땅을 조종하는 요석과 하늘을 조종하는 비상의 검을 사용하여 천지인의 모든 것을 조종할 수 있다고 생각된다.
대화 이벤트에서 처음에는 경어를 사용하여 차분한 태도로 접해오지만, 조금이라도 생각대로 가지 않으면 곧 자신 이외의 모든 존재를 업신여기고 있는 땅의 성격을 표출한다. 일견 단락적이고 무계획처럼 보이지만 실은 당찬 일면을 지니고 일련의 사건을 통해 몰래 하쿠레이 신사에 히나나위 일족과의 인연을 묶으려고 했기 때문에 야쿠모 유카리의 분노를 샀다.
자유분방하고 제멋대로인 성격은 하늘을 찌를 정도이며, 자신의 능력에 절대적인 자신감을 갖고 있으며, 자신의 능력을 비방 받으면 격앙한다.
특별한 수행을 하고 있는 것은 아니지만 천도 복숭아의 효과로 사쿠야의 칼이 박히지 않을 정도로 몸이 튼튼하다.
히나는 시마네 현 이즈모 시의 히나 신사에서 모시는 신 히나도리노 미코토(比那鳥命)에서 유래했다.
나위는 대지를 나타내는 고어이며, 나위후루는 지진이 일어나는 것을 의미했지만, 의미가 변화하여 나위=지진이 되어 지진의 신이라는 호칭으로 사용하게 되었다. 나위 가의 유래인 나위 신사(名居 神社)는 미에 현 나바리 시 시모히나치에 있다.

### 기존 등장인물
다음 등장인물들은 《비상천》에서 처음으로 등장한 캐릭터가 아닌 캐릭터이다.
하쿠레이 레이무
하쿠레이 신사의 무녀. 신사가 지진으로 무너지는 바람에, 그 범인을 찾고 있다.
키리사메 마리사

이자요이 사쿠야

앨리스 마가트로이드

파츄리 널리지

콘파쿠 요우무

레밀리아 스칼릿

사이교우지 유유코

야쿠모 유카리

이부키 스이카

레이센 우동게인 이나바

샤메이마루 아야

오노즈카 코마치

플레이어 캐릭터는 아니지만, 일부 스펠 카드나 스토리 모드 엔딩에서는 다음 캐릭터가 등장한다.
- 야쿠모 란
- 첸
- 야고코로 에이린

## 음악
1. 黒い海に紅く 〜 Legendary Fish
2. 有頂天変 〜 Wonderful Heaven
3. 幼心地の有頂天

## 관련작품
동방비상천칙 ~ 초대형 기뇰의 수수께끼를 쫓아
동방 프로젝트 제 12.3탄으로, 上海アリス幻樂団と黄昏フロンティアの共作の弾幕アクションゲーム。『非想天則』単体でも動作するが、『緋想天』のアペンドディスクとしても使用できる。